# Reichsbank
Die Reichsbank (ab 1939 Deutsche Reichsbank) war die Zentralnotenbank des Deutschen Reiches von 1876 bis 1945 mit Sitz in Berlin.

## Geschichte

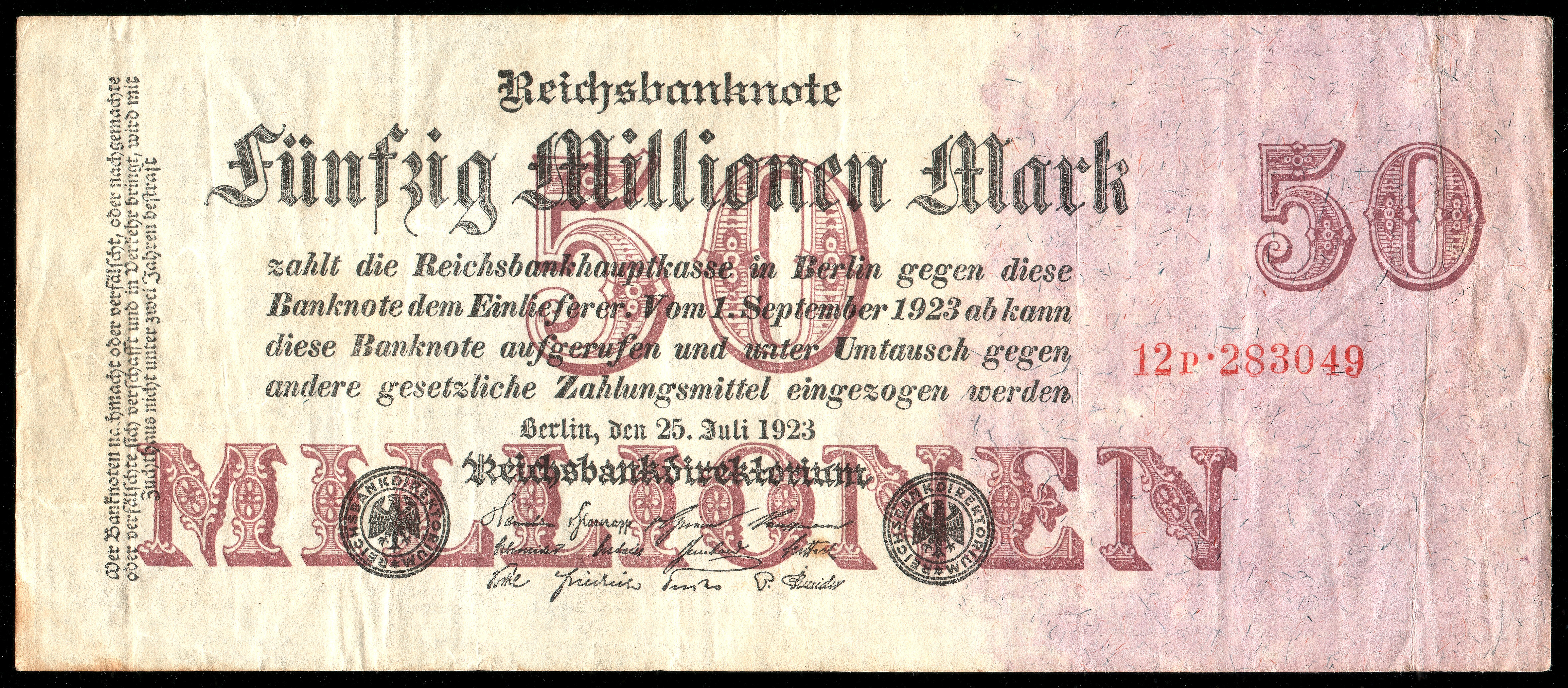
50 Millionen Mark Reichsbanknote (1923)

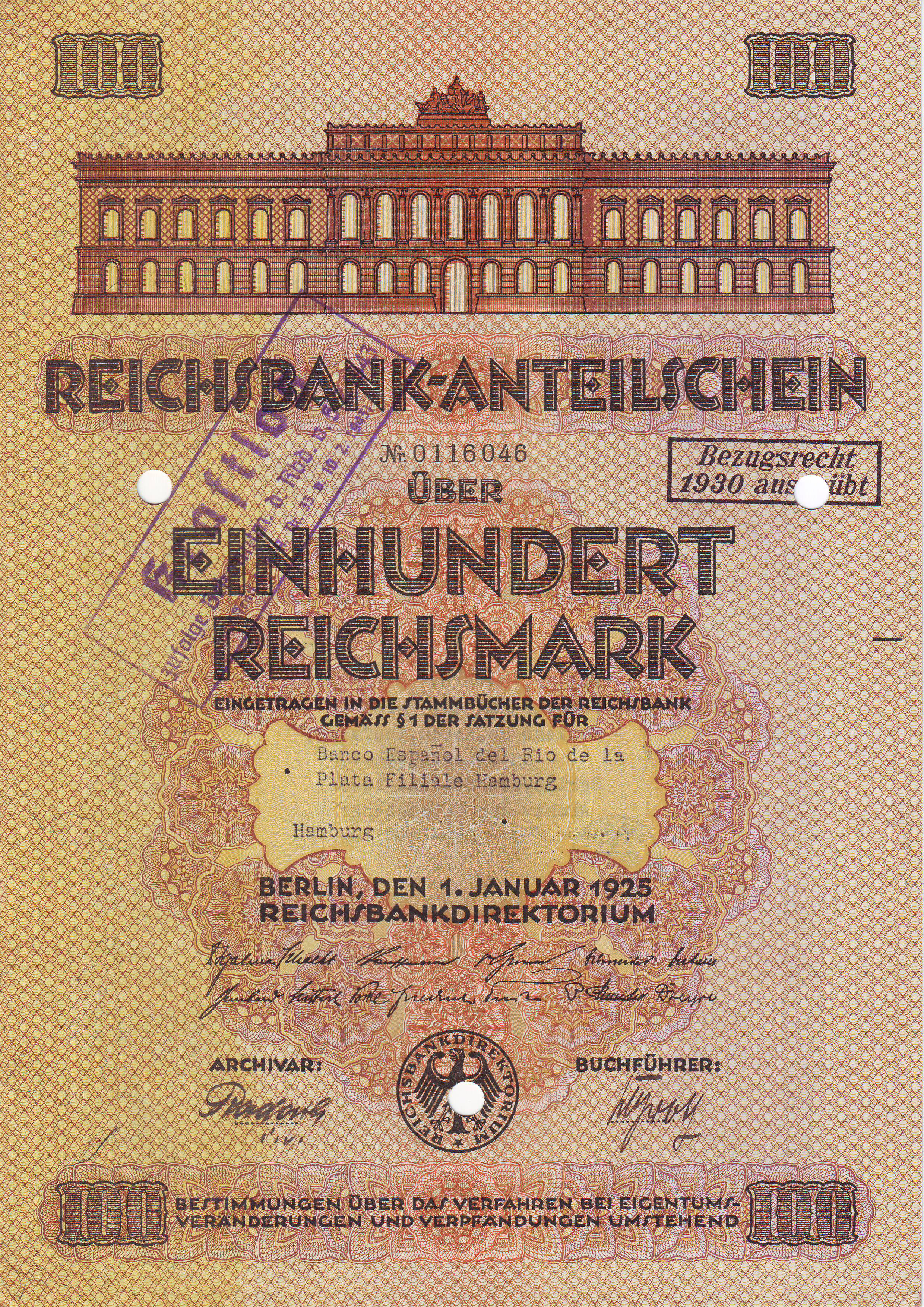
Reichsbank-Anteilschein über 100 RM vom 1. Januar 1925

### Im Deutschen Reich bis 1918
Mit der Gründung des Deutschen Reiches 1871 oblag diesem die Noten- und Münzgesetzgebung. Mit Gesetz vom 4. Dezember 1871 wurde die Mark als Goldwährung des neuen Staates definiert. Außerdem wurde am 1. Januar 1876 gemäß Bankgesetz vom 14. März 1875 die Reichsbank durch Umwandlung der Preußischen Bank als zentrale Notenbank mit Sitz in Berlin gegründet.
Sie unterstand anfangs direkt dem Reichskanzler und hatte ein Direktorium, dessen Präsident vom Kaiser auf Vorschlag des Bundesrats ernannt wurde. Das Grundkapital der Reichsbank betrug 120 Millionen Mark und war in Besitz von privaten Anteilseignern. Im Jahr 1884 besaßen 6140 Deutsche und 1462 Ausländer Anteile an der Bank.
Die Aufgabe der Reichsbank war es, Preis und Menge des Geldes zu bestimmen. Vorläufig blieb das Notenausgaberecht noch auf die Reichsbank (250 Millionen Mark) und 32 private Notenbanken (135 Millionen Mark) verteilt. Bis 1889 hatten 19 davon auf ihr Notenausgabeprivileg (Notenprivileg) verzichtet. 1906 hatten nur noch die vier großen Notenbanken (Badische Bank, Bayerische Notenbank, Sächsische Bank zu Dresden und Württembergische Staatsbank) das Notenprivileg; es endete 1935. Ausgegebene Noten über 100 Mark mussten gemäß Münzgesetz vom 9. Juli 1873 bei der Reichsbank gedeckt sein. Ungedeckte Noten unter 100 Mark wurden nach dem Gesetz, betreffend die Ausgabe von Reichskassenscheinen vom 30. April 1874 in Form von Staatspapiergeld als Reichskassenscheine in Stückelungen zu 5, 20 und 50 Mark ausgegeben. Die durch Finanzminister Otto Camphausen initiierte und in § 9 des Bankgesetzes vom 14. März 1875 verankerte Palmer-Regel sah dabei vor, das Kontingent überschreitende Notenausgaben mit fünf Prozent zu versteuern.

### Weimarer Republik 1918 bis 1933
Nach dem Autonomiegesetz vom 26. Mai 1922, das auf Druck der Alliierten zustande kam, hatte die oberste Bankleitung nicht mehr der Reichskanzler, sondern ausschließlich das Reichsbankdirektorium inne. Das Reich behielt nur die Aufsichtsbefugnis. Am 30. August 1924 wurde entsprechend dem Dawes-Plan die Reichsbank eine von der Reichsregierung unabhängige Anstalt. Die Wahl des Reichsbankpräsidenten erfolgte durch den Generalrat, bestehend aus 14 Mitgliedern, davon sieben ausländische aus Großbritannien, Frankreich, Italien, den USA, Belgien, den Niederlanden und der Schweiz. Die ausländischen Mitglieder durften keine Regierungsmitglieder oder Staatsbeamte sein, sondern waren anerkannte Finanzexperten. Aus ihrem Kreis wurde der „Kommissar für die Notenausgabe“ zur Überwachung der Deckungsvorschriften des Notenumlaufes gewählt. Der Reichspräsident hatte beim Reichsbankpräsidenten lediglich Bestätigungsrechte. 1924 wurde die Reichsmark als neues Zahlungsmittel eingeführt. Im Jahr 1929 gab es 10.016 Deutsche, denen 1.003.340 Anteile, und 1.288 Ausländer, denen 223.148 Anteile der Reichsbank gehörten.

### Nationalsozialismus 1933–1945
Nach der Machtübernahme durch das NS-Regime im Januar 1933 wurde der Generalrat abgeschafft, der Reichspräsident allein ernannte und entließ den Präsidenten sowie die Mitglieder des Direktoriums. Ab 10. Februar 1937, mit dem Gesetz zur Neuregelung der Verhältnisse der Reichsbank und der Deutschen Reichsbahn, unterstand die Reichsbank wieder der Reichsregierung und konnte eine verstärkte Rolle in der geräuschlosen Kriegsfinanzierung einnehmen. Bei seiner Reichstagsrede am 30. Januar 1939 kündigte Hitler seinen Entschluss an „den bereits seit dem 30. Januar 1937 eingeschlagenen Weg der Umgestaltung der Deutschen Reichsbank vom international beeinflußten Bankunternehmen zum Noteninstitut des Deutschen Reiches zum Abschluß zu bringen.“ Nach der Absetzung von Reichsbankpräsident Hjalmar Schacht im Januar 1939 folgte – durch das Reichsbankgesetz vom 15. Juni 1939  – die Neuordnung und Umbenennung in Deutsche Reichsbank, die nun direkt dem „Führer und Reichskanzler“ Adolf Hitler unterstand, der damit selbst die Kredite an das Reich gewähren konnte. Fortan war die Deutsche Reichsbank „nur noch ein Rad im Getriebe der deutschen Kriegswirtschaft“. Am 1. Mai 1942 erhielt die seit 1939 von Reichswirtschaftsminister Walther Funk geführte Reichsbank die Bezeichnung „Nationalsozialistischer Musterbetrieb“.
Funk mischte sich kaum ins Tagesgeschäft ein. Die Reichsbank wurde praktisch von seinem Stellvertreter Emil Puhl geführt, der enge Beziehungen zur nationalsozialistischen Elite pflegte und seit 1939 als „geschäftsführender Vizepräsident“ der Deutschen Reichsbank amtierte. Anfang 1945 wurden Gold und Devisen vor allem nach Merkers ausgelagert. Von dort, aber auch aus Verstecken in Süddeutschland und Österreich und aus verschiedenen Reichsbankfilialen, wurden sie nach Kriegsende ins ‚Federal Exchange Depository‘ in Frankfurt am Main transportiert und 1946 bis 1996 von der Tripartite Gold Commission als Raubgold an die Ursprungsstaaten zurückgegeben.

### Nach dem Zweiten Weltkrieg
Nach dem Zweiten Weltkrieg hörte die Deutsche Reichsbank offiziell auf zu existieren. Am 2. Juni 1945 wurde die Reichsbank in Berlin mit ihren Berliner Filialen, in das Berliner Stadtkontor umgewandelt, das später in einen Ost- und West-Berliner Teil getrennt wurde. Aus dem West-Berliner Stadtkontor ging am 21. Juni 1950 die Berliner Bank hervor, während das Ost-Berliner Stadtkontor am 31. Oktober 1951 an die Deutsche Notenbank der DDR angeschlossen wurde. In den Westzonen Deutschlands trat an die Stelle der Reichsbank 1948 die Bank deutscher Länder (BdL), ab 1957 die Bundesbank, wodurch es zahlreiche Kontinuitäten gab. So waren beispielsweise zahlreiche Mitarbeiter der Reichsbank später in vergleichbaren Positionen bei der BdL und der Bundesbank tätig. Die Bankgeschäfte wurden oft in Gebäuden und mit der Ausstattung der ehemaligen Reichsbankfilialen ausgeführt. Außerdem übernahm die Bundesbank (z. B. gemäß § 40 Abs. 5 Bundesbankgesetz) teilweise die Verbindlichkeiten der Reichsbank. Die rund 20.000 Anteilseigner der Reichsbank wurden 1961 abgefunden. Dazu beschloss der Bundestag am 2. August 1961 das Gesetz über die Liquidation der Deutschen Reichsbank und der Deutschen Golddiskontobank und es wurde ein Abwickler eingesetzt wie bei der Liquidation einer gewöhnlichen Aktiengesellschaft.
In der Innenstadt von Essen gibt es noch heute die Straße An der Reichsbank, an der sich bis 1945 die Reichsbank-Stelle Essen befand.

## Zentrale am Werderschen Markt
Ab 1876 war die Zentrale der Reichsbank im Gebäude  Jägerstraße 34–36 untergebracht, das von 1869 bis 1876 von Friedrich Hitzig für die Preußische Bank erbaut worden war. Zwischen 1892 und 1894 wurde nach Plänen von Julius Emmerich unter der Bauleitung von Max Hasak ein Erweiterungsbau am Hausvogteiplatz 14 errichtet.
Das Haus am Werderschen Markt wurde von 1934 bis 1940 als Erweiterungsbau errichtet. Nach dem Ende des Zweiten Weltkriegs wurde das Gebäude trotz der zerstörten oberen Etagen bereits ab Juli 1945 durch das Berliner Stadtkontor und ab 1949 durch das Ministerium der Finanzen der DDR genutzt.
In der Zeit nach seinem Auszug aus dem Haus der Einheit befand sich hier von 1959 bis 1990 das Machtzentrum der DDR. Im Gebäude amtierten Walter Ulbricht und sein Nachfolger Erich Honecker als Vorsitzende des Politbüros der SED. Es war Sitz des Zentralkomitees der SED, der Zentralen Parteikontrollkommission, der Zentrale Revisionskommission der SED sowie der Bezirksleitung Berlin der SED.
Vom 1. Juni bis zum 2. Oktober 1990 trug das Gebäude den Namen „Haus der Parlamentarier“ und wurde von der Volkskammer der DDR genutzt. Danach ging das Gebäude in Bundesvermögen über. In den Jahren von 1997 bis 1999 folgten Um- und Erweiterungsbauten, so dass am 20. Januar 2000 das Auswärtige Amt das Gebäude weitgehend übernehmen konnte. Ein Teil des Gebäudes wurde bis zum Jahre 2007 durch die Bundesbank als Filiale genutzt. Das Gebäude steht unter Denkmalschutz.

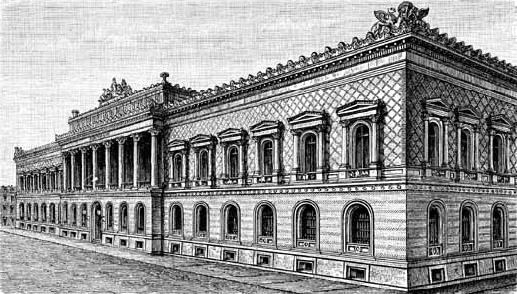
Reichsbankgebäude von 1869–76 in der Berliner Jägerstraße
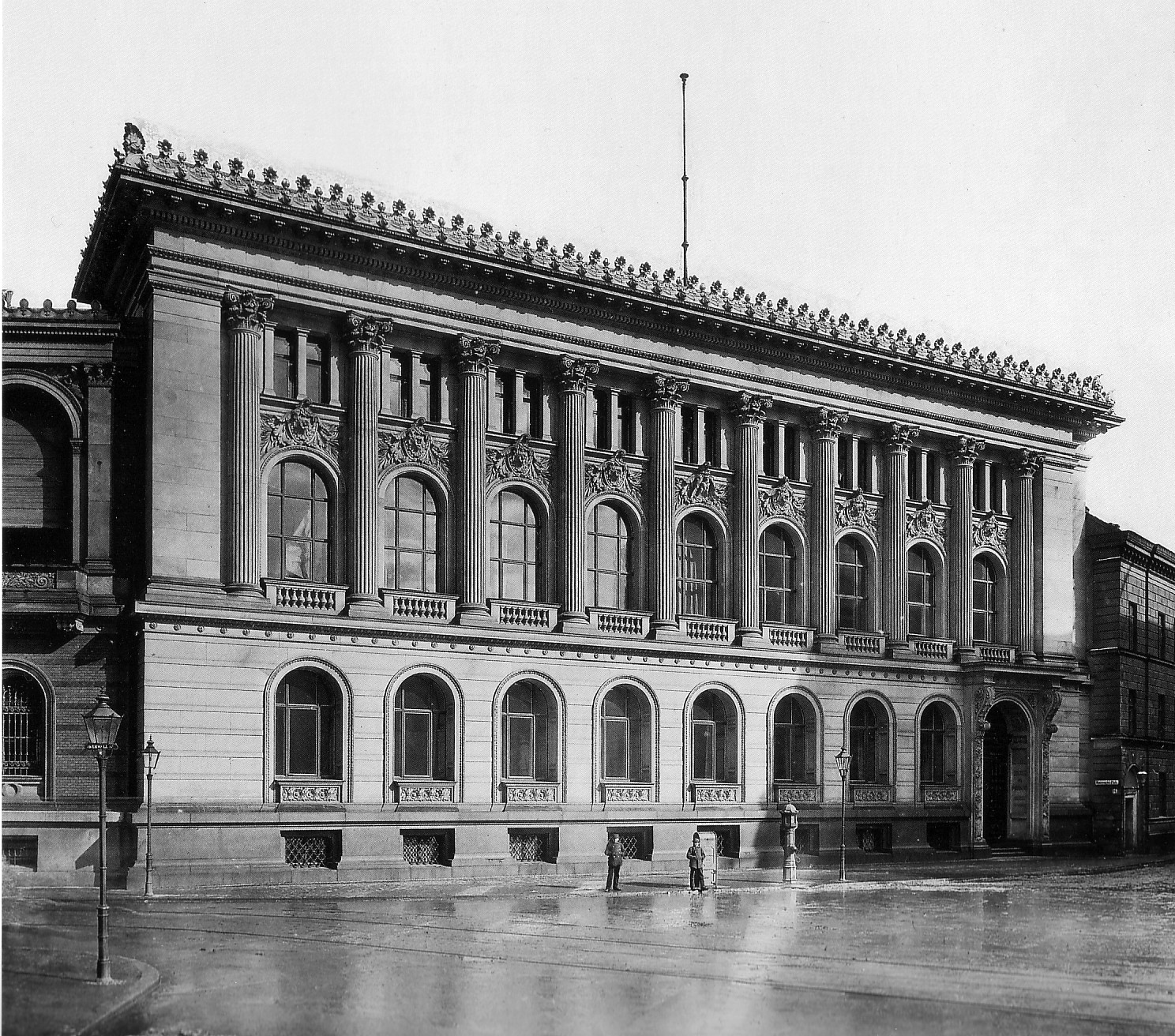
Erweiterungsbau von 1892–94 am Hausvogteiplatz, Aufnahme 1903
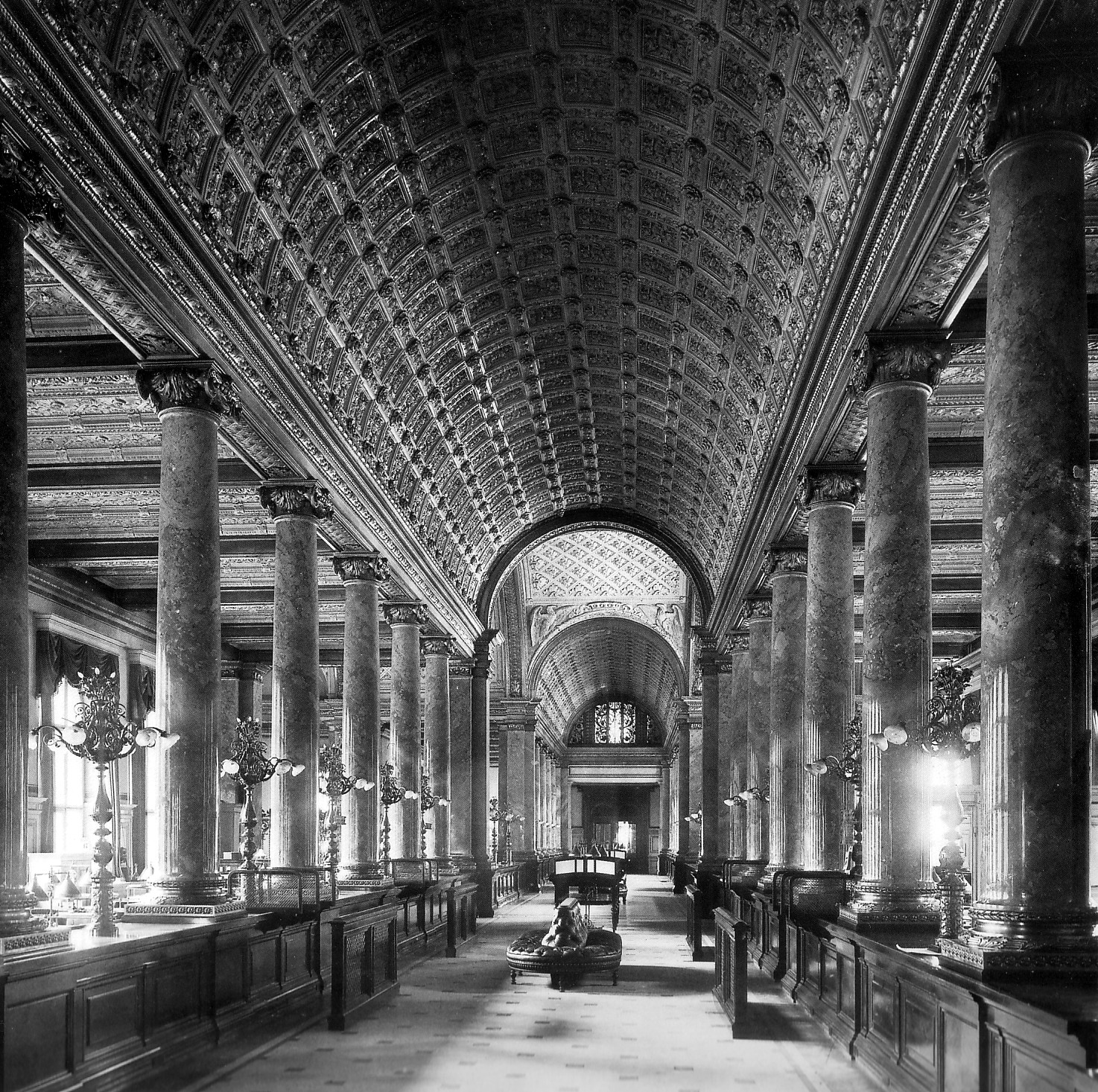
Kassenhalle im Erweiterungsbau, 1903
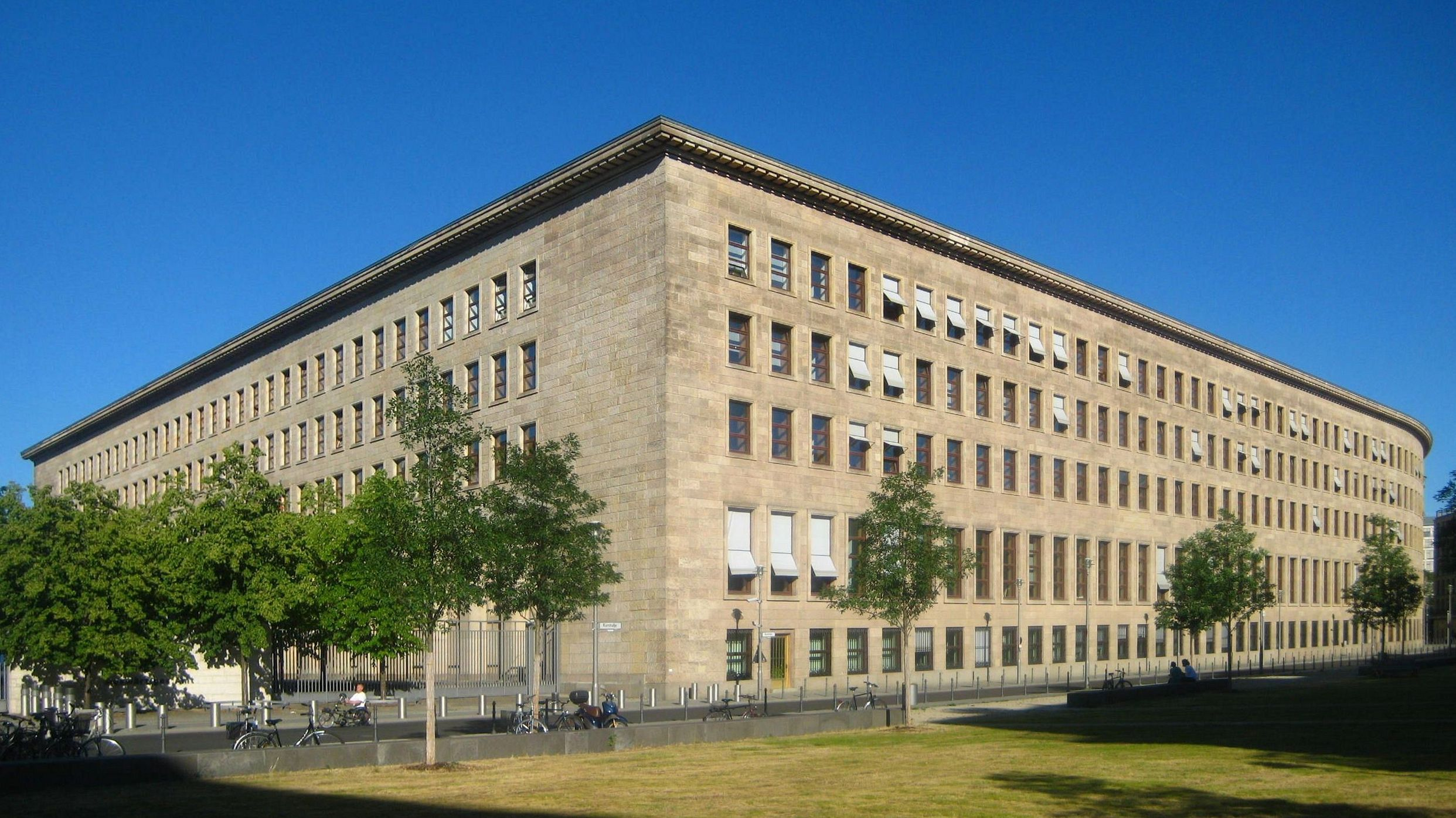
Reichsbank-Erweiterungsbau am Werderschen Markt

## Reichsbankpräsidenten
- 1876–1890: Hermann von Dechend
- 1890–1908: Richard Koch
- 1908–1923: Rudolf Havenstein
- 1923–1930: Hjalmar Schacht
- 1930–1933: Hans Luther
- 1933–1939: Hjalmar Schacht
- 1939–1945: Walther Funk

## Reichsbankschatz
Aufgrund der gewachsenen Gefahr von Bombenangriffen der Alliierten Streitkräfte entschied die Reichsregierung Anfang der 1940er Jahre, die bei den Geschäftsbanken eingelagerten Wertpapiere in den bombensicheren Tieftresor der Deutschen Reichsbank in Berlin verbringen zu lassen. Daher blieben alle der nahezu 30 Millionen Wertpapiere unversehrt. Jenes Konvolut verkörperte das fast vollständige Anlagevermögen des deutschen Volkes und dessen wirtschaftliche Entwicklung in Deutschland innerhalb von 150 Jahren – als einzigartiges Dokument deutscher Wirtschaftsgeschichte des 19. und 20. Jahrhunderts.
Da die Reichsbank im Sowjetischen Sektor Berlins lag, war der vollständige Wertpapierbestand ab 1945 im sowjetischen Machtbereich. Dort wurden alle größeren Unternehmen verstaatlicht, und mit den Papieren konnten keine Eigentumsansprüche im Westteil Deutschlands geltend gemacht werden. Somit waren die Dokumente wertlos (Fachbegriff: „kraftlos“ oder Nonvaleurs).
Die Eigentümer im Westteil Deutschlands verfügten über die Quittungen der Einlagerung in der Reichsbank oder mitunter über die Originalaktien, soweit diese nicht in Berlin deponiert wurden. Im Tausch gegen die neuen DM-Titel wurden die alten Reichsmark-Papiere eingezogen und vernichtet. Anders bei den Papieren im Reichsbank-Tresor: Diese verbrieften keine materiellen Ansprüche mehr, sondern wurden nostalgisch-dekorative Zeitdokumente für Sammler, Wirtschafts- und Finanz-Historiker sowie Archivare.
Nach der Wiedervereinigung 1990 ist dieses Wertpapier-Konvolut mehr als zehn Jahre sortiert und registriert worden und wurde schließlich als Nationales Kulturgut anerkannt. Es wurde entschieden, diese Zeitdokumente der großen deutschen Wirtschafts- und Finanzgeschichte der interessierten Öffentlichkeit im Original zugänglich zu machen und zu versteigern. Zwischen 2003 und 2009 wurden in fünf Auktionen rund 20 Millionen deutsche Wertpapiere aus dem Fundus versteigert. Die Erlöse der historischen Dokumente aus der Zeit von 1871 bis 1945 betrugen etwa 8,8 Millionen Euro – sie flossen in Entschädigungsfonds für Opfer des NS-Regimes und des DDR-Regimes. Eine weitere Versteigerung mit deutschen Staatsanleihen erfolgte 2015.